# Ludas
Ludas es un pueblo ubicado en el distrito de Gyöngyös, en el condado de Heves, Hungría.

## Superficie
Posee una superficie de 10,79 kilómetros cuadrados.

## Demografía
Hasta 2019 la población era de 732 habitantes, con una densidad de población de 67,84 habitantes por kilómetro cuadrado.